# Kasteel van Nowy Sącz

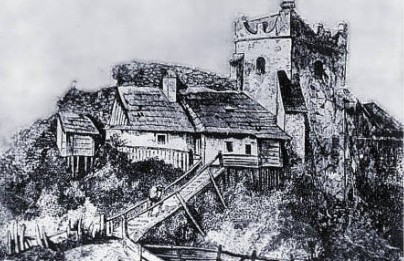
Een tekening van het kasteel in 1899

Het Kasteel van Nowy Sącz is een middeleeuws kasteel gelegen in de stad Nowy Sącz, in het zuiden van Polen. De gedeeltelijk gerestaureerde ruïnes van het kasteel gaan terug tot de 14e eeuw.

## Geschiedenis
Het bouwwerk werd gebouwd onder opdracht van koning Casimir III van Polen. Tussen 1350 en 1360 verrees zo op een helling binnen de verdedigingswerken van de stad aan de samenvloeiing van de Dunajec en de Kamienica het kasteel. Oorspronkelijk had het kasteel twee zijtorens, een donjon en een residentieel gebouw. De gebouwen waren van de stad gescheiden door een gracht en een muur.
Enkele belangrijke bewoners van het kasteel waren Lodewijk I van Hongarije en Jadwiga van Polen. Jogaila was hier ook kind aan huis. In de daaropvolgende eeuwen huisvestte het kasteel steeds minder monarchen en werd het de verblijfplaats van de lokale starost. Tussen 1611 en 1615 werd het kasteel vernieuwd in een maniëristische stijl voor Sebastian Lubomirski en Stanislaw Lubomirski, volgens een ontwerp van Maciej Trapola. Het kasteel had op dat ongenblik zo'n 40 goed uitgeruste kamers. Tijdens de Zweedse Zondvloed in 1655 werd het kasteel volledig vernield door Zweeds-Brandenburgse troepen. Sindsdien is het kasteel steeds meer in verval geraakt.
Wat nog overbleef van het kasteel werd in 1945 compleet vernield op het einde van de Tweede Wereldoorlog, toen het gebruikt werd als een Duitse opslagplaats voor munitie en ook de locatie was van massa-executies.
Vlak bij de ruïnes liggen er nog overblijfselen van de oude stadswallen.
Belvedèrepaleis · Kasteel Będzin · Bobolice · Chęciny ·  Groene Poort · Koninklijk Kasteel (Warschau) · Lublin · Łazienkipaleis · Łęczyca · Slot Mariënburg · Marywil · Myślewicki-paleis · Niepołomice · Nowy Sącz · Ogrodzieniec · Kazimierzpaleis ·Paleis onder het blikken dak · Piotrków Trybunalski · Koninklijk Paleis (Poznań) · Sandomierz · Sanok · Saksisch Paleis · Tykocin · Ujazdówkasteel · Wawel · Wilanówpaleis